# John Rosenberg
John David Rosenberg (* 1947/1948) ist ein US-amerikanischer Footballtrainer.

## Laufbahn
Rosenberg, aus Newton (Massachusetts) stammend, studierte Sozialpsychologie an der Harvard University und gehörte im Jahr 1966 als Spieler der Footballmannschaft der Hochschule an. Im Jahr 1967 war er Assistenztrainer an der Harvard University und übte 1968 und 1969 dasselbe Amt an der University of Pittsburgh aus. 1970 und 1971 gehörte er an der Pennsylvania State University dem Stab von Cheftrainer Joe Paterno an und schloss in dieser Zeit einen Master-Studiengang im Fach Erziehungswissenschaft ab. In den Jahren 1972 und 1973 hatte er das Amt des Verteidigungskoordinators an der Villanova University inne, 1974 kehrte er an die Pennsylvania State University zurück und war dort bis 1983 wieder Assistenztrainer. Im Jahr 1983 arbeitete Rosenberg im Trainerstab der Philadelphia Stars in der Profiliga USFL.
1984 wurde er Cheftrainer der Brown University. 1987 führte er die Mannschaft in der Ivy League auf den zweiten Rang, nach dem Ende der Saison 1989 gab das Amt ab. Im Spieljahr 1994 war Rosenberg in der Football League of Europe Cheftrainer der Mannschaft Munich Thunder. Im Vorfeld der 1995er Saison wechselte er zu den Berlin Adlern und damit in die Football-Bundesliga. Er war in Berlin wiederum hauptverantwortlicher Trainer.
In den Jahren 1997 und 1998 gehörte er zum Trainerstab der Cologne Crocodiles und übernahm dort die Koordinierung der Verteidigung, 1997 trug er auf diese Weise zur deutschen Vizemeisterschaft der Kölner bei. 2000 und 2001 war Rosenberg bei den Munich Cowboys ebenfalls in der höchsten deutschen Spielklasse beschäftigt und fungierte bei den Münchnern wie zuvor in Köln als Verteidigungskoordinator.
Ende Juli 2002 trat der als besonnener Analytiker bekannte US-Amerikaner das Amt des Cheftrainers der Hamburg Blue Devils an und löste Maximilian von Garnier als Übergangstrainer ab, der sich wieder ganz seinen Aufgaben als Spieler widmete. Rosenberg führte die Hamburger, deren Saison vorher durch Unruhe sowie Höhen und Tiefen geprägt gewesen war, Mitte Oktober 2002 zum Gewinn der deutschen Meisterschaft. Aus persönlichen Gründen zog Rosenberg, der außerhalb der Footballsaison seinen Wohnsitz in Sherman Oaks in Los Angeles hatte, seine Zusage, die Hamburger auch in der Saison 2003 zu betreuen, im April 2003 zurück.
In der Saison 2004 arbeitete er bei den Braunschweig Lions unter Cheftrainer Troy Tomlin als Verteidigungskoordinator und wurde mit der Mannschaft deutscher Vizemeister. 2005 trat er das Cheftraineramt bei den Bergamo Lions in Italien an und führte die Mannschaft zum Meistertitel. 2006 arbeitete er ebenfalls als Cheftrainer in Bergamo, aber nicht für die Lions, sondern die Warriors.
Von 2007 bis 2009 leitete Rosenberg die Munich Cowboys an. Er führte die Münchner im Spieljahr 2007 zum Wiederaufstieg in die höchste deutsche Spielklasse GFL. 2008 erreichte die Mannschaft als GFL-Aufsteiger unter Rosenbergs Leitung das Viertelfinale. Im Vorfeld der Saison 2010 wechselte er innerhalb der GFL zu den Plattling Black Hawks, bei denen er gleichermaßen das Amt des Cheftrainers ausübte. Nach dem Spieljahr 2010 verließ er Plattling, da er sich entschlossen hatte, 2011 nicht in Europa zu arbeiten.
Zur Saison 2013 wurde Rosenberg Cheftrainer des Zweitligisten Frankfurt Universe, im Juni 2013 verließ er die Mannschaft aufgrund eines Krankheitsfalls in der Familie und kehrte in die Vereinigten Staaten zurück.